# 第42回先進国首脳会議

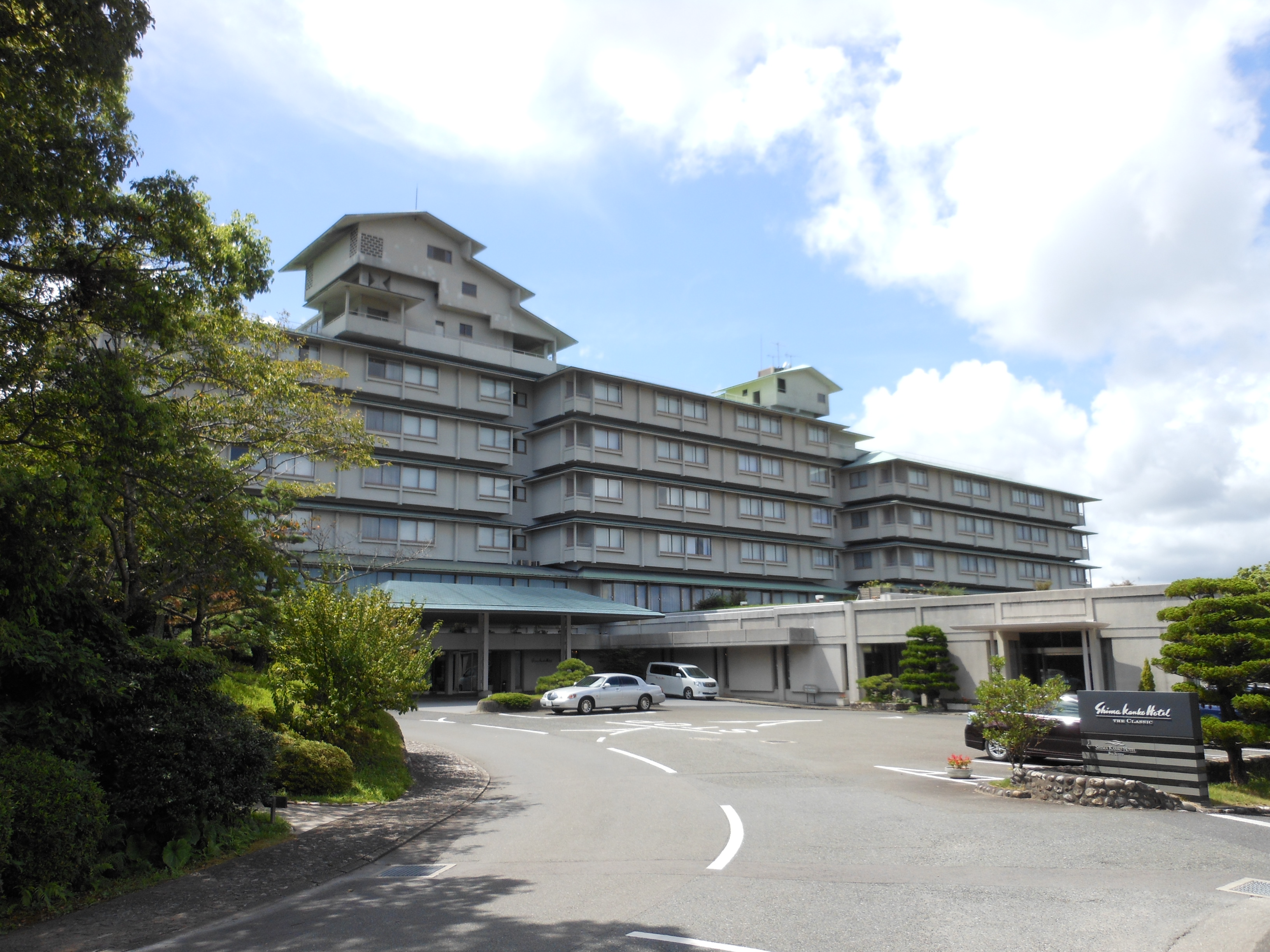
会議場として使用された志摩観光ホテル ザ クラシック

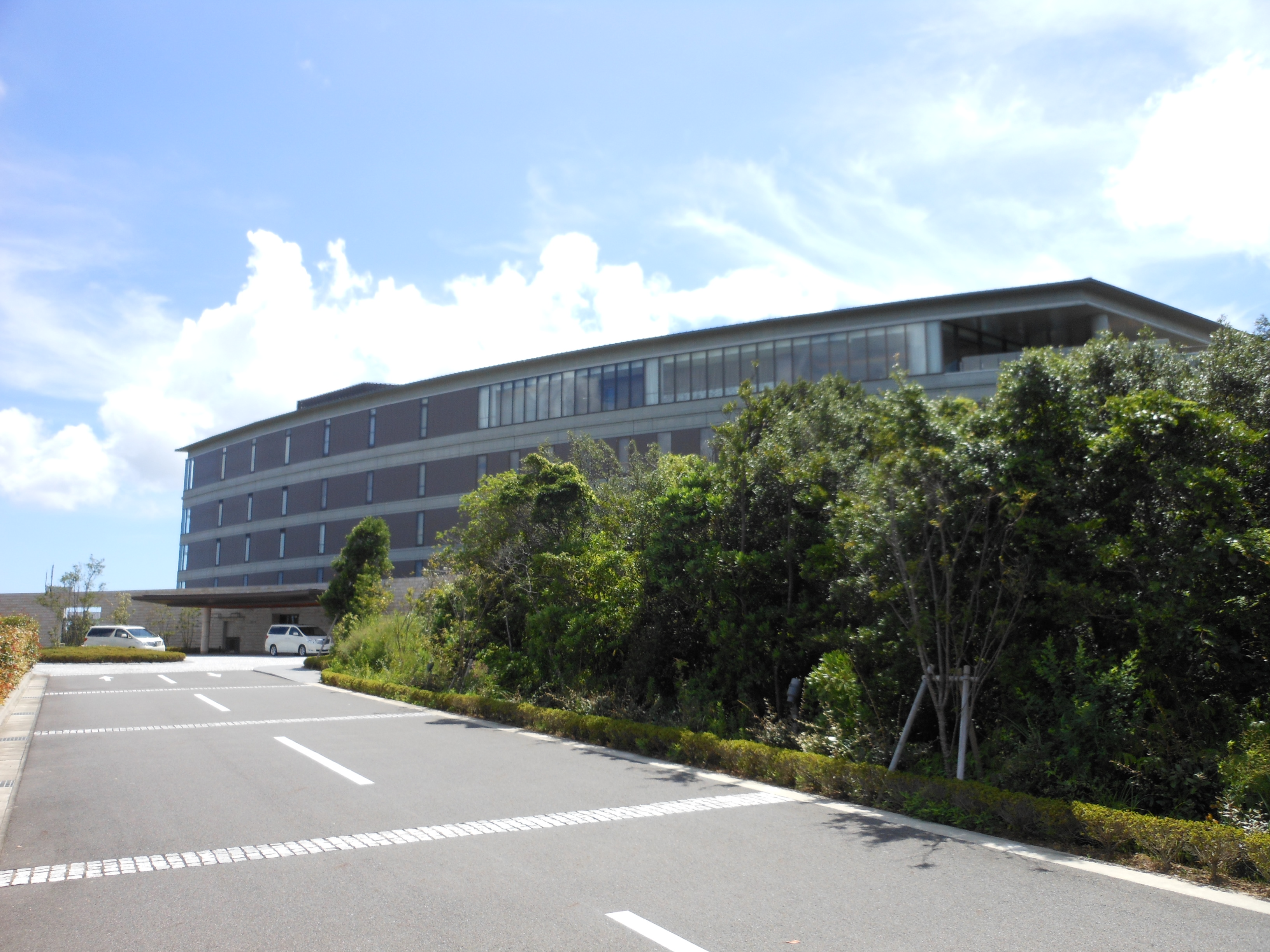
各国首脳の宿泊所であった志摩観光ホテル ザ ベイスイート

第42回先進国首脳会議（だい42かいせんしんこくしゅのうかいぎ、英語: 42nd G7 summit）は、2016年5月26日から5月27日に日本の三重県志摩市阿児町神明賢島で開催された先進国首脳会議。愛称は、伊勢志摩サミット（いせしまサミット）。

## 開催地選考
8都市がサミット開催候補地に立候補していたが、日本の安倍晋三首相は2015年6月5日、三重県志摩市の賢島を開催地に選定したと発表した。
志摩市が選定された理由として、会場となる賢島が風光明媚なこともさることながら、四方を水に囲まれた狭隘な島であり、人の出入制限が容易なこと、陸伝いの侵入攻撃を避けられること、三重県警察が伊勢神宮を参拝する要人警護の経験が豊富なことなどが挙げられており、警備面を重視した選定となった。
これまでの日本開催のサミット開催地は、前年の4月までに選定するのが慣例で、かつて第一次安倍内閣の時に開催地が決まった北海道・洞爺湖サミットも、その前年の4月には決定していたが、今回は6月までずれ込み、安倍首相も「正直、選定には大変迷った」と報道陣に語った。
伊勢志摩での開催に際し、三重県選出の川崎二郎元厚生労働大臣や民主党（2016年3月から民進党代表）の岡田克也代表からは、称賛や期待の声が寄せられた。
他の候補都市としては、宮城県仙台市、新潟県新潟市、長野県北佐久郡軽井沢町、静岡県浜松市、愛知県名古屋市、兵庫県神戸市、広島県広島市があった。
これらの都市に加え、北海道札幌市、茨城県つくば市、静岡県静岡市、京都府京都市、香川県高松市、大分県別府市、熊本県熊本市、宮崎県宮崎市が、閣僚会合の開催を巡って誘致合戦を繰り広げ、以下の10会合が、各都市で開催されることが2015年（平成27年）7月3日に、日本国政府から発表された。
なお、日本での閣僚会合開催数は、過去に日本で開かれたサミットでは最も多かった。
| 閣僚会合           | 開催地           | 会場                       | 日程              | 備考 |
| ------------------ | ---------------- | -------------------------- | ----------------- | ---- |
| 財務大臣会合       | 仙台市太白区     | ホテル佐勘                 | 5月20日 - 5月21日 |      |
| 農業大臣会合       | 新潟市中央区     | 朱鷺メッセ                 | 4月23日 - 4月24日 |      |
| 科学技術大臣会合   | 茨城県つくば市   | つくば国際会議場           | 5月15日 - 5月17日 |      |
| 環境大臣会合       | 富山市           | 富山国際会議場             | 5月15日 - 5月16日 |      |
| 交通大臣会合       | 長野県軽井沢町   | 軽井沢プリンスホテル       | 9月24日 - 9月25日 |      |
| 保健大臣会合       | 神戸市中央区     | 神戸ポートピアホテル       | 9月11日 - 9月12日 |      |
| 教育大臣会合       | 岡山県倉敷市     | 倉敷アイビースクエア       | 5月13日 - 5月15日 |      |
| 外務大臣会合       | 広島市南区       | グランドプリンスホテル広島 | 4月10日 - 4月11日 |      |
| 情報通信大臣会合   | 香川県高松市     | かがわ国際会議場           | 4月29日 - 4月30日 |      |
| エネルギー大臣会合 | 北九州市小倉北区 | リーガロイヤルホテル小倉   | 5月01日 - 5月02日 |      |

このほか、関連行事として子供版「ジュニア・サミット in 三重」が、三重県桑名市のナガシマリゾートを主会場に、4月22日から4月28日まで開催された。

## 出席首脳

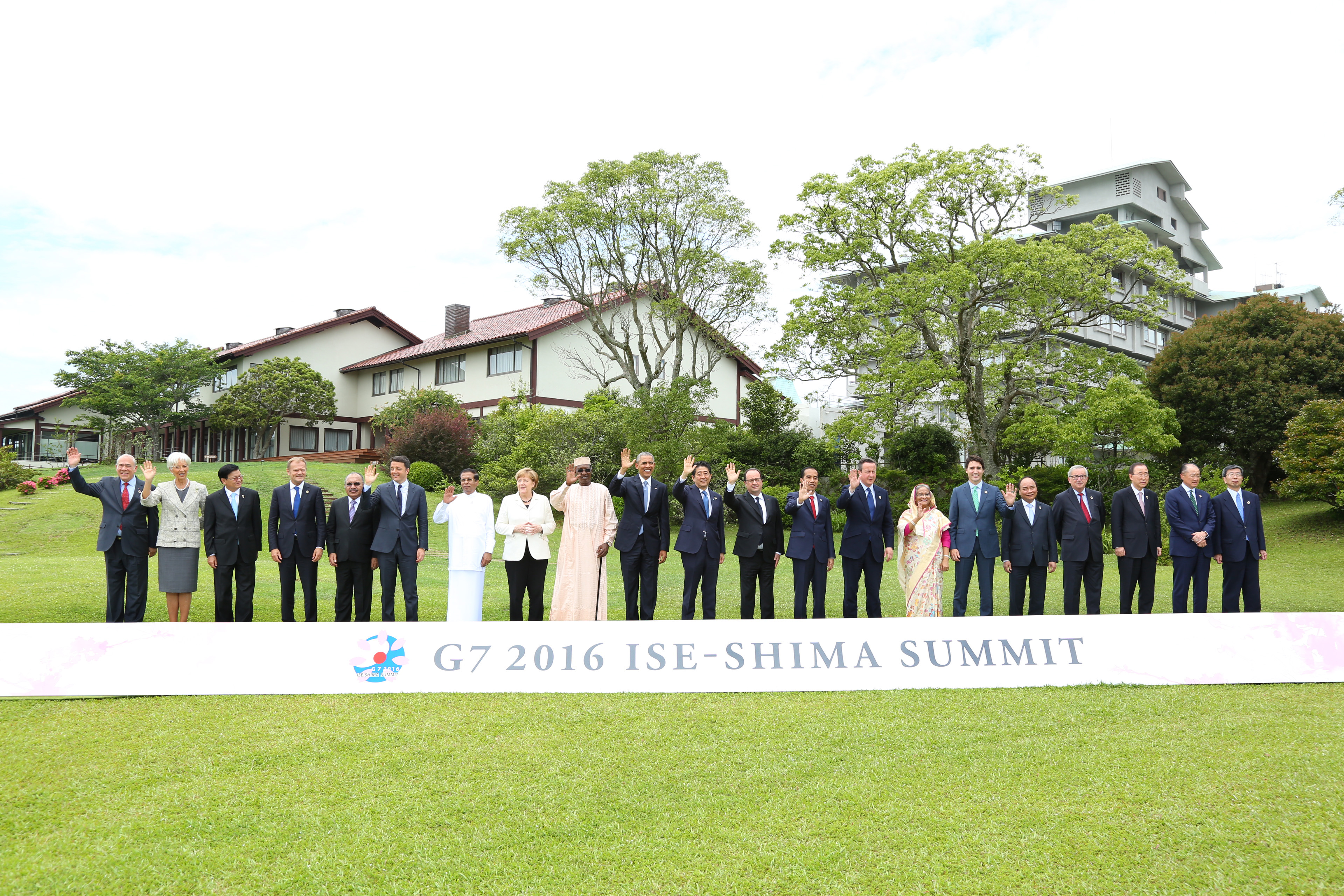
G7メンバーとアウトリーチ会合招待首脳
出典：G7伊勢志摩サミット公式ホームページ（配布元：IMAGE WORKS』

G7のリーダーである各国の首脳および、欧州連合の代表者が出席した。菅義偉内閣官房長官は2015年6月23日の記者会見で、同日時点でロシアの招待に関して全く白紙であることを表明し、最終的に招待されなかった。欧州委員会委員長は、1981年のサミット以来、すべての会合と意思決定に参加している。
| 先進7か国 開催国と首脳は太字で示している。 |                    |                              |                |
| メンバー                                   | メンバー           | 首脳                         | 称号           |
| 日本の旗                                   | 日本               | 安倍晋三                     | 内閣総理大臣   |
| フランスの旗                               | フランス           | フランソワ・オランド         | 共和国大統領   |
| アメリカ合衆国の旗                         | アメリカ           | バラク・オバマ               | 大統領         |
| イギリスの旗                               | イギリス           | デーヴィッド・キャメロン     | 首相           |
| ドイツの旗                                 | ドイツ             | アンゲラ・メルケル           | 連邦首相       |
| イタリアの旗                               | イタリア           | マッテオ・レンツィ           | 閣僚評議会議長 |
| カナダの旗                                 | カナダ             | ジャスティン・トルドー       | 首相           |
| 欧州連合の旗                               | 欧州連合           | ジャン＝クロード・ユンケル   | 委員会委員長   |
| 欧州連合の旗                               | 欧州連合           | ドナルド・トゥスク           | 理事会議長     |
| アウトリーチ会合招待者                     |                    |                              |                |
| 招待者                                     | 招待者             | 首脳                         | 称号           |
| ラオスの旗                                 | ラオス             | トーンルン・シースリット     | 首相           |
| ベトナムの旗                               | ベトナム           | グエン・スアン・フック       | 首相           |
| インドネシアの旗                           | インドネシア       | ジョコ・ウィドド             | 大統領         |
| バングラデシュの旗                         | バングラデシュ     | シェイク・ハシナ             | 首相           |
| スリランカの旗                             | スリランカ         | マイトリーパーラ・シリセーナ | 大統領         |
| パプアニューギニアの旗                     | パプアニューギニア | ピーター・オニール           | 首相           |
| チャドの旗                                 | チャド             | イドリス・デビ               | 大統領         |
| 国際連合の旗                               | 国際連合           | 潘基文                       | 事務総長       |
|                                            | 経済協力開発機構   | アンヘル・グリア             | 事務総長       |
|                                            | アジア開発銀行     | 中尾武彦                     | 総裁           |
|                                            | 国際通貨基金       | クリスティーヌ・ラガルド     | 専務理事       |
|                                            | 世界銀行           | ジム・ヨン・キム             | 総裁           |

## 議題

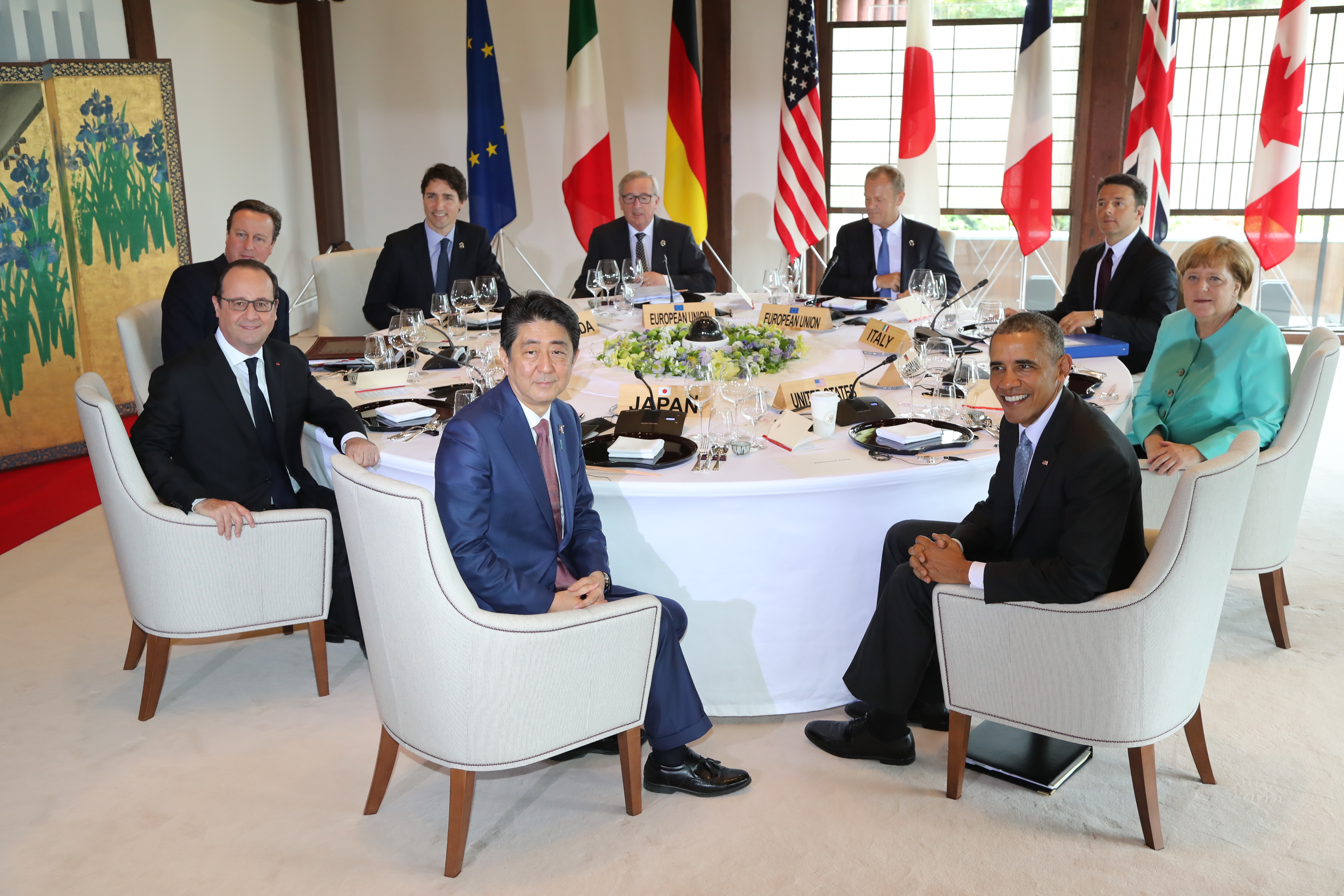
会合に臨むG7の首脳陣。
出典：G7伊勢志摩サミット公式ホームページ（配布元：IMAGE WORKS』

2016年（平成28年）2月10日時点では北朝鮮核問題と感染症対策が主要議題として扱われ、世界経済についても話し合われることとなった。北朝鮮核問題は、2016年に強行された北朝鮮の核実験とミサイル発射を受けたもので、首脳宣言による国際世論の喚起を図ることを狙いとした。加えてウクライナや中東問題、国際テロ組織や難民問題についても議論された。感染症対策は、2014年の西アフリカエボラ出血熱流行やラテンアメリカを中心としたジカ熱の世界的流行を受けたもので、保健・衛生分野での日本のリーダーシップの発揮を狙いとした。
2016年（平成28年）4月の外務省による公式発表では、「世界経済・貿易」、「政治・外交問題」、「気候変動・エネルギー」、「開発」、「質の高いインフラ投資」、「保健」、「女性」について議論するとされた。

### 首脳宣言
2016年5月27日午前、首脳宣言が採択された。要点は以下の通り。
1. 世界経済は下方リスクが高まっており、適時に全ての政策対応を行う。
2. 財政、金融、構造改革の三本の矢の役割を再確認し、財政出動については各国の状況に配慮して機動的に実施する。
3. 東シナ海・南シナ海の状況を懸念し、平和的手段で紛争解決を追求する。
4. 北朝鮮の核・ミサイル開発を最も強い表現で非難し、北朝鮮には国際連合安全保障理事会決議の履行と拉致問題等の懸念への対処を強く求める。
5. 地球温暖化に関するパリ協定の2016年中の発効に努力する。

#### 付属文書
首脳宣言の付属として6つの合意文書が採択された。それらは以下の通り。
1. 腐敗と戦うためのG7の行動 - タックス・ヘイヴン対策や資金洗浄防止など。
2. テロ・暴力的過激主義対策に関するG7行動計画 - テロ対策。
3. 女性の能力開花のためのG7行動指針 - 男女格差の解消や、女性の進出について。
4. サイバーに関するG7の原則と行動 - サイバー攻撃への対応など。
5. 質の高いインフラ投資推進のためのG7伊勢志摩原則 - 雇用につながる投資の促進。
6. 国際保健のためのG7伊勢志摩ビジョン - 緊急時の公衆衛生分野での連携強化。

## 採択
27日午前、首脳宣言と6分野の付属文書を採択した。

## 伊勢神宮訪問

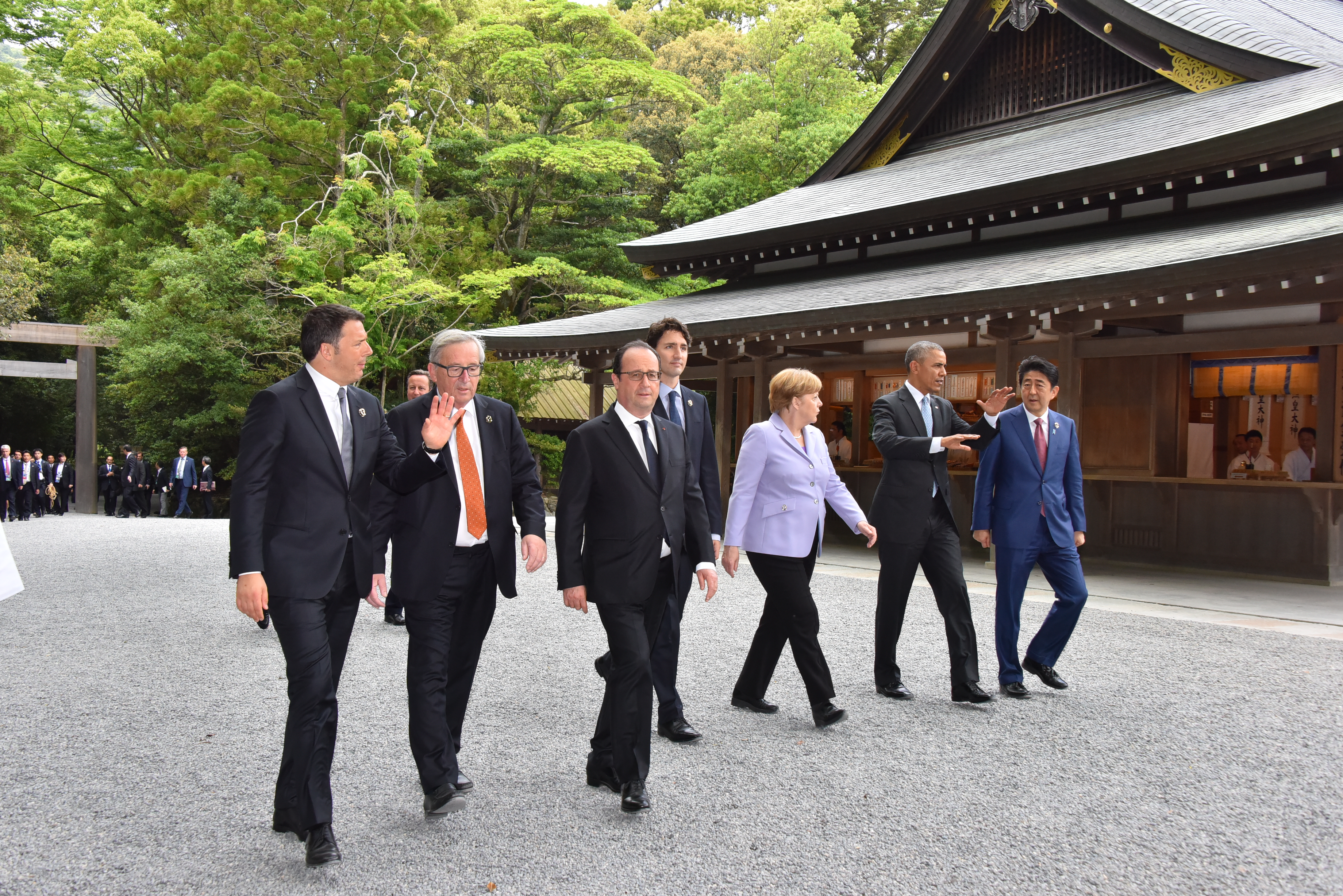
伊勢神宮を訪問するG7の首脳陣
出典：G7伊勢志摩サミット公式ホームページ（配布元：IMAGE WORKS』

公式日程の初めの行事として、各国首脳とファーストレディらにより、神道の聖地である伊勢神宮の御垣内参拝と、伊勢神宮内での記念植樹が行われた（安倍首相は前日に下見を兼ねて参拝しており、当日は2度目の参拝）。各国の首脳からは、「素晴らしい教訓と経験を与えてくれた」「聖なる場所に行くことができて感動した」などの声が相次いだ。
なお、政府や伊勢神宮を管理する神宮司庁の公式見解としては、首脳たちが行ったのは「参拝」ではなく、「訪問」である。参拝は宗教儀礼に当たるため、政府の公式行事で行うことは政教分離に反すると判断された。実際、首脳たちは御垣内に入ったが、二拝二拍手一拝を行わなかった。

## その他
- 賢島へは立入り規制が行われ、近鉄志摩線（賢島 - 鵜方間）と三重交通バスが21日から28日朝まで運行禁止措置が取られ、外務省がチャーターするシャトルバスが運行された[27]。
- 開催に伴う三重県の関連経費（予算：道路舗装、補修、照明設置）は総額93億3千万円で、内38億9千万円を国が負担[28]。県は伊勢志摩サミットの効果について、パブリシティ（宣伝）効果と経済効果を合わせて4168億円だったと試算した[29]。
- 取材を行う報道関係者のために三重県営サンアリーナ内に国際メディアセンター（IMC）を開設。駐車場に約24億円かけてアネックス（鉄骨造2階建て延床面積8000m2）が臨時設置された[30]。アネックスの跡地にはシェル・レーヌなどを製造するブランカ スイーツファクトリーが2018年に設置された[31]。
- 5月26日、サミット開催直前に発生した沖縄県うるま市で発生した米軍属による日本人女性殺害事件に関して、オバマ大統領が「心からの哀悼と深い遺憾の意」を表明。